# Vilhelm Helt
Vilhelm Helt, död den 16 januari 1724, var en dansk skald.
Helt var en högt uppsatt ämbetsman som vid sin död hade blivit konferensråd och upphöjd i adligt stånd. Även bland sin tids danska poeter intar Helt en blygsam plats. Hans första försök var rimligtvis några översättningar och bearbetningar av holländaren Jacob Cats, i alexandriner liksom en rad tillfällighetsdikter och några större satirer, som gjorde hans namn känt av samtiden. Satirerna behandlar i huvudsak samma ämnen som senare Falsters och Holbergs, men saknar helt dessas friskhet. I övrigt bör det anmärkas, att Helt – trots sin obetydlighet – i så måtto bebådar en ny tids smak, att han senare nu och då i sina översättningar föredrar fransk herdepoesi framför tysk bombasm. Helts Curieuse poetiske Skrifter utgavs 1732.